# Pieter Godfried Maria van Meeuwen

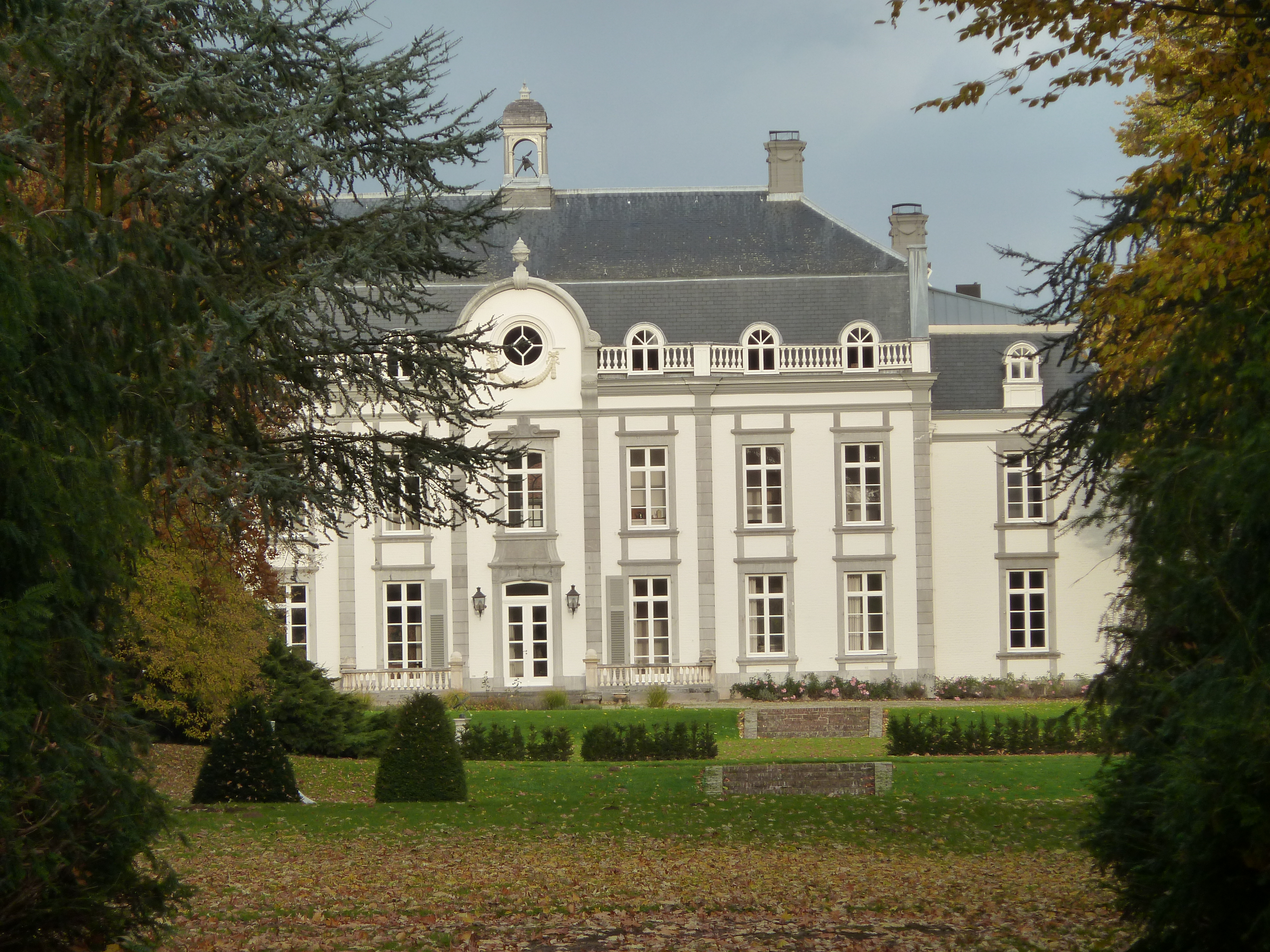
Kasteel Vliek gezien over de oprijlaan

Pieter Godfried Maria van Meeuwen ('s-Hertogenbosch, 11 maart 1899 - Ulestraten, 9 februari 1982) was een Nederlandse jurist, rechter en politicus.

## Biografie
Van Meeuwen was een lid van de familie Van Meeuwen en een zoon van jurist en rechtbankpresident jhr. mr. Pieter Leon van Meeuwen (1870-1921) en Maria Francisca van Lanschot (1872-1945). Hij trouwde in 1922 met Louisa Augusta Johanna Maria van Lanschot (1899-1991), lid van de familie Van Lanschot en dochter van Eerste Kamerlid Willem Maria van Lanschot (1869-1941), met wie hij vijf kinderen kreeg, onder wie jhr. Pieter Willem Maria van Meeuwen (1925-1999), burgemeester.
Van Meeuwen studeerde rechten aan de Rijksuniversiteit Leiden van 1917 tot 1924, waaraan hij in dat laatste jaar promoveerde op Het Haagsche huwelijksverdrag. Daarna werd hij advocaat in zijn geboorteplaats waarna hij vanaf 1927 verschillende functies bij de rechterlijke macht vervulde, onder andere bij Bijzondere Rechtspleging in 1946, laatstelijk van 1955 tot 1969 als kantonrechter te Heerlen. In 1931 begon zijn politieke loopbaan als lid van de provinciale staten van Noord-Brabant (tot 1936) waarna hij eenzelfde functie vervulde van 1954 tot 1956 in de provincie Limburg. Van 1956 tot 1969 was hij lid van de Eerste Kamer der Staten-Generaal voor de Katholieke Volkspartij.
Van Meeuwen had verschillende nevenfuncties waaronder van 1960 tot 1972 lid van de Hoge Raad van Adel.
Het echtpaar bewoonde het kasteel Vliek, dat door erfenis middels een huwelijk in 1866 in de familie Van Meeuwen was gekomen; na hun overlijden werd het huis verkocht.